# Metaphreatoicus australis
Metaphreatoicus australis là một loài chân đều trong họ Phreatoicidae. Loài này được Chilton miêu tả khoa học năm 1891.